# ペトリチ
ペトリチ（Petrich (ブルガリア語: Петрич [ˈpɛtrit͡ʃ])）は、ブルガリア南西部、ブラゴエヴグラト州の町、およびそれを中心とした基礎自治体。ベラシツァ山脈のふもとに位置している。ペトリチは取り囲む山々の景色で有名。
ペトリチはボリス1世（852年-889年）の第一次ブルガリア帝国の時代にブルガリアの領域に加わった。中世、サムイル（997年-1014年）の時代には、ペトリチはビザンティン帝国に対抗するための重要な要塞であった。オスマン帝国支配下の時代には、ルメリ州（Rumeli vilayet）のセレズ地方（Serez sandjak）の一部とされた。その後ペトリチはバルカン戦争によってブルガリアに編入されるまでの間、セラニク州（テッサロニキ州、Selanik vilayet）の一部をなしていた。1925年のペトリチ事変の際は、一時町はギリシャ軍に占領された（内部マケドニア革命組織も参照のこと）。
町はタバコ産業、果物、野菜の生産の拠点となっている。町には2つの機械工場があり、それぞれ水位計とクレーンを製造している。グリーンハウスではピーナッツを生産している。
南極大陸のサウス・シェトランド諸島、リヴィングストン島にあるペトリチ峠は、ペトリチにちなんで命名された。

## 町村
ペトリチ基礎自治体（Община Петрич）には、中心となっている町ペトリチをはじめ、次の町村（集落）が存在している。
- Баскалци
- Беласица
- Богородица
- Боровичене
- Вишлене
- Волно
- Габрене
- Гега
- Генерал Тодоров
- Горчево
- Долене
- Долна Крушица
- Долна Рибница
- Долно Спанчево
- Драгуш
- Дрангово
- Дреновица
- Дреново
- Зойчене
- Иваново
- Кавракирово
- Камена
- Капатово
- Кладенци
- Ключ
- Коларово
- Кромидово
- Крънджилица

- Кукурахцево
- Кулата
- Кърналово
- Марикостиново
- Марино поле
- Мендово
- Митино
- Михнево
- Ново Кономлади
- Петрич
- Право бърдо
- Първомай
- Рибник
- Рупите
- Ръждак
- Самуилова крепост
- Самуилово
- Скрът
- Старчево
- Струмешница
- Тонско дабе
- Тополница
- Чурилово
- Чуричени
- Чучулигово
- Яворница
- Яково

## 姉妹都市
- イストラ、ロシア
- ミオヴェニ、ルーマニア
- ストルミツァ、マケドニア
- セレス、ギリシャ

## ギャラリー

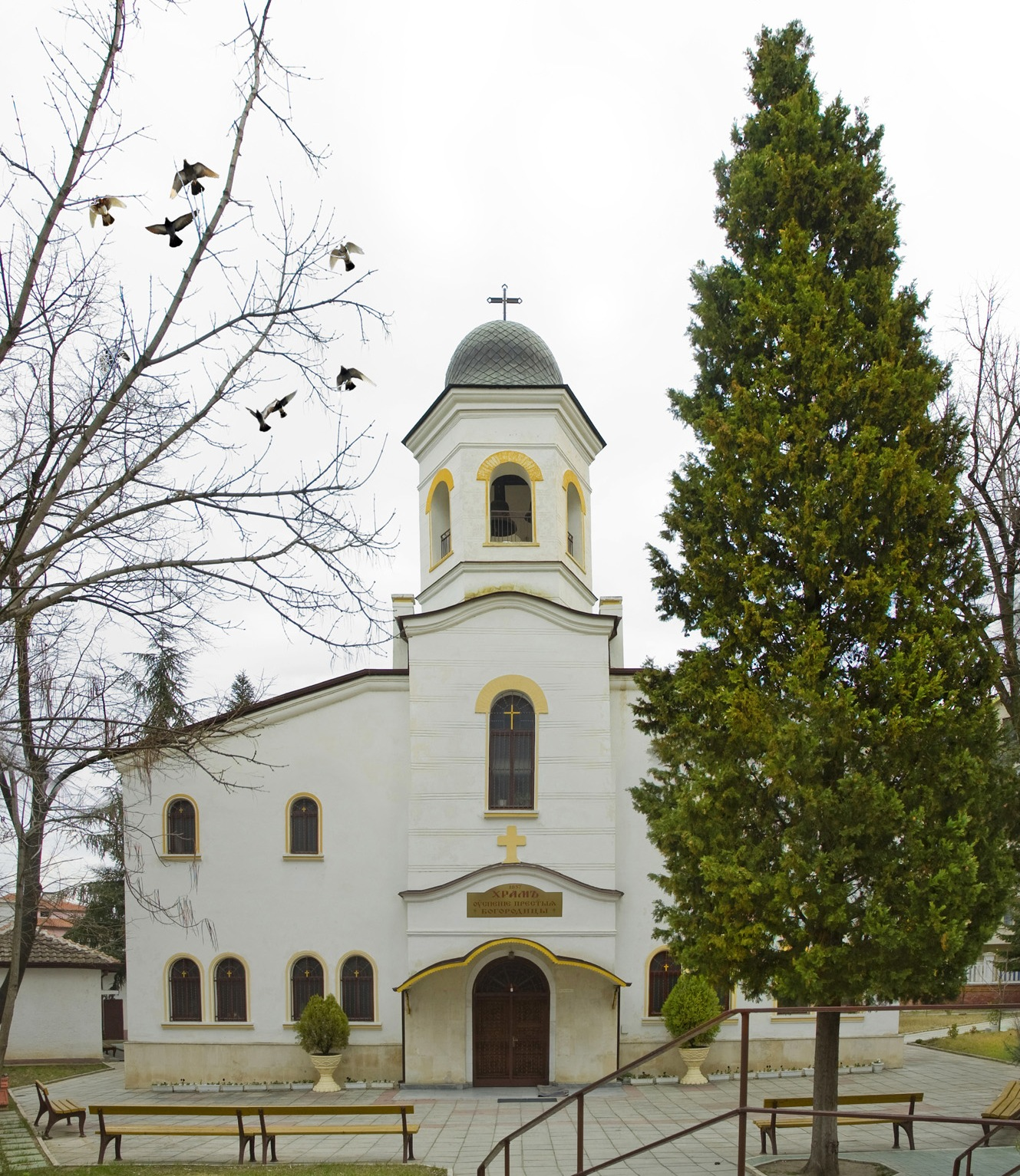
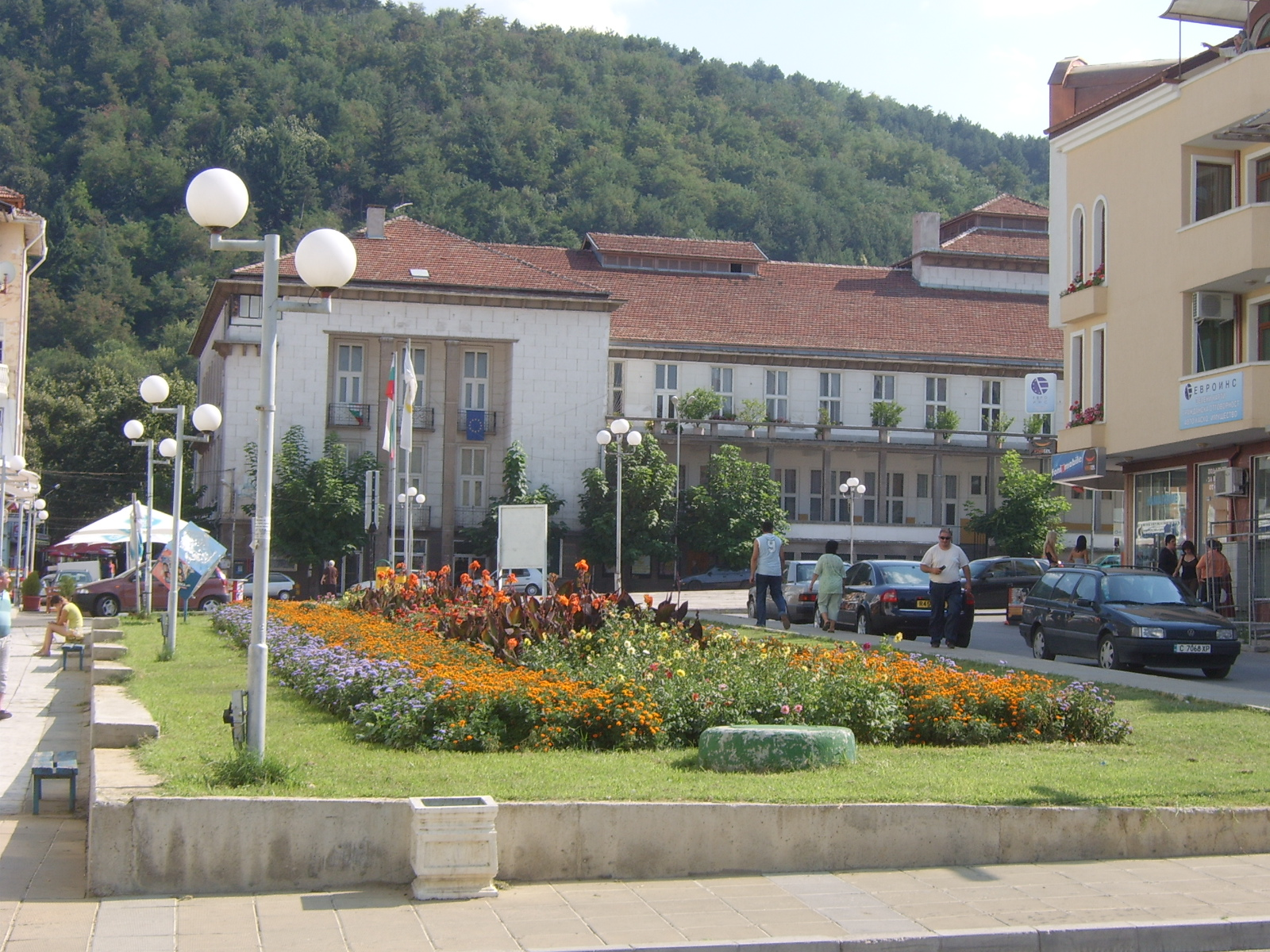
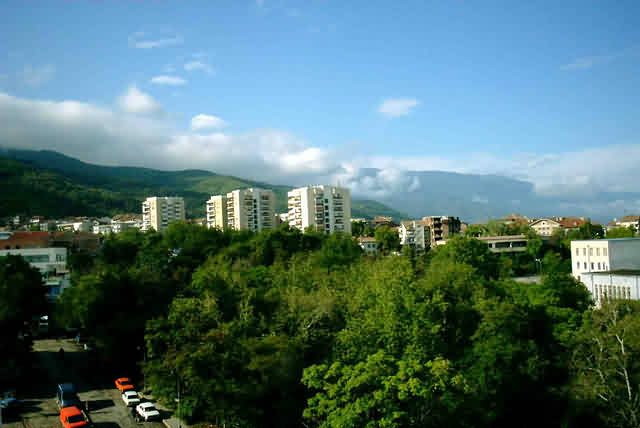
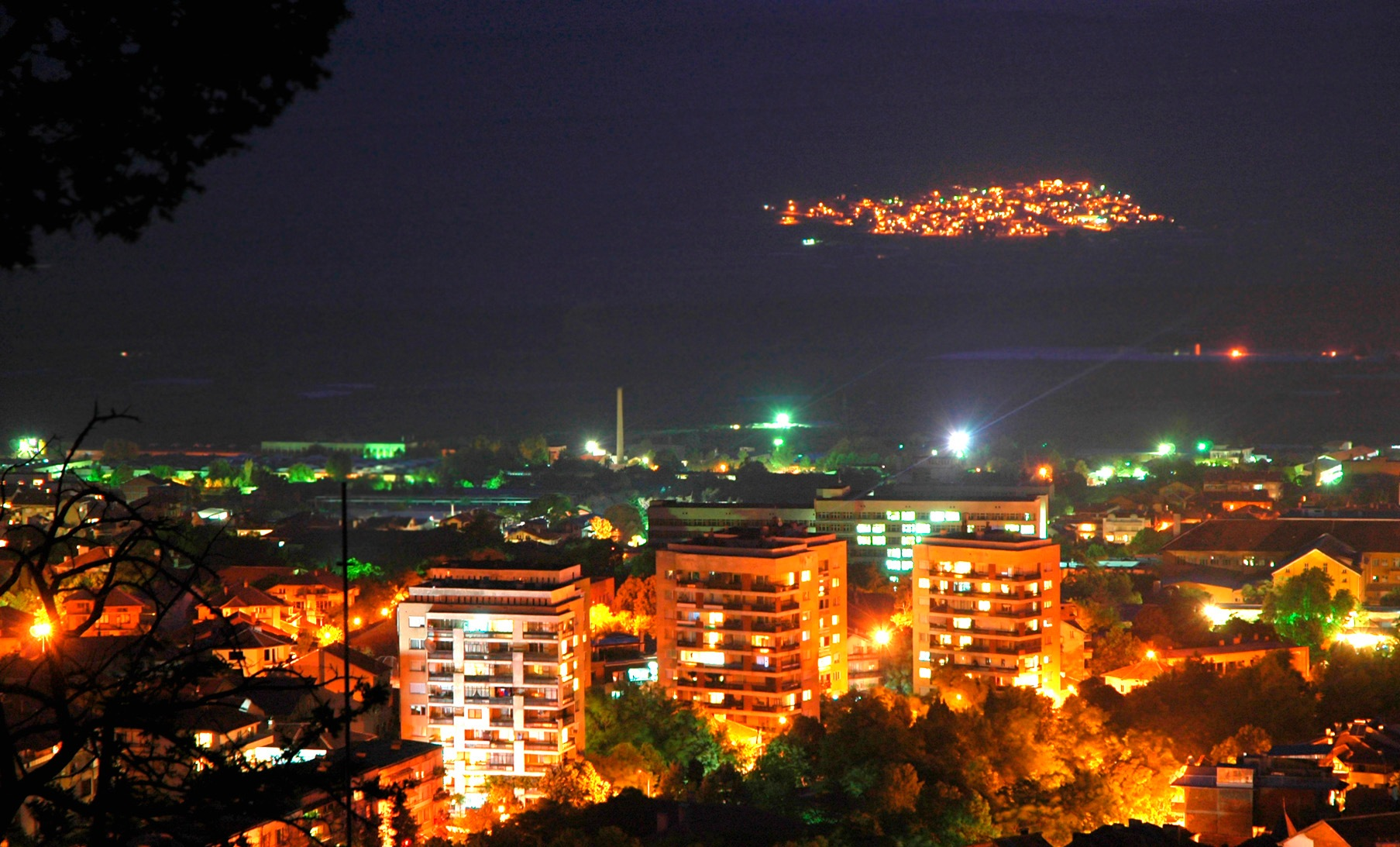
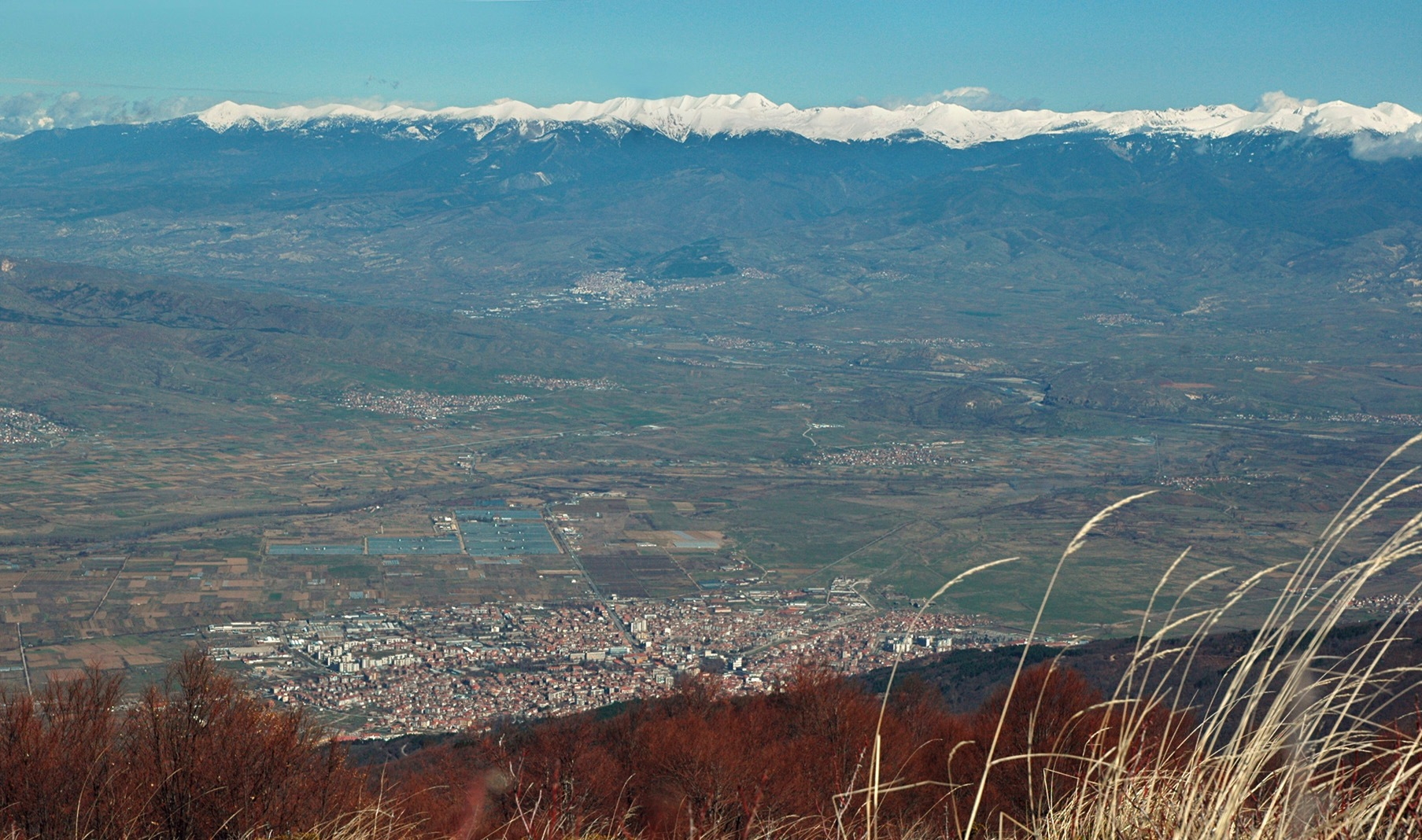
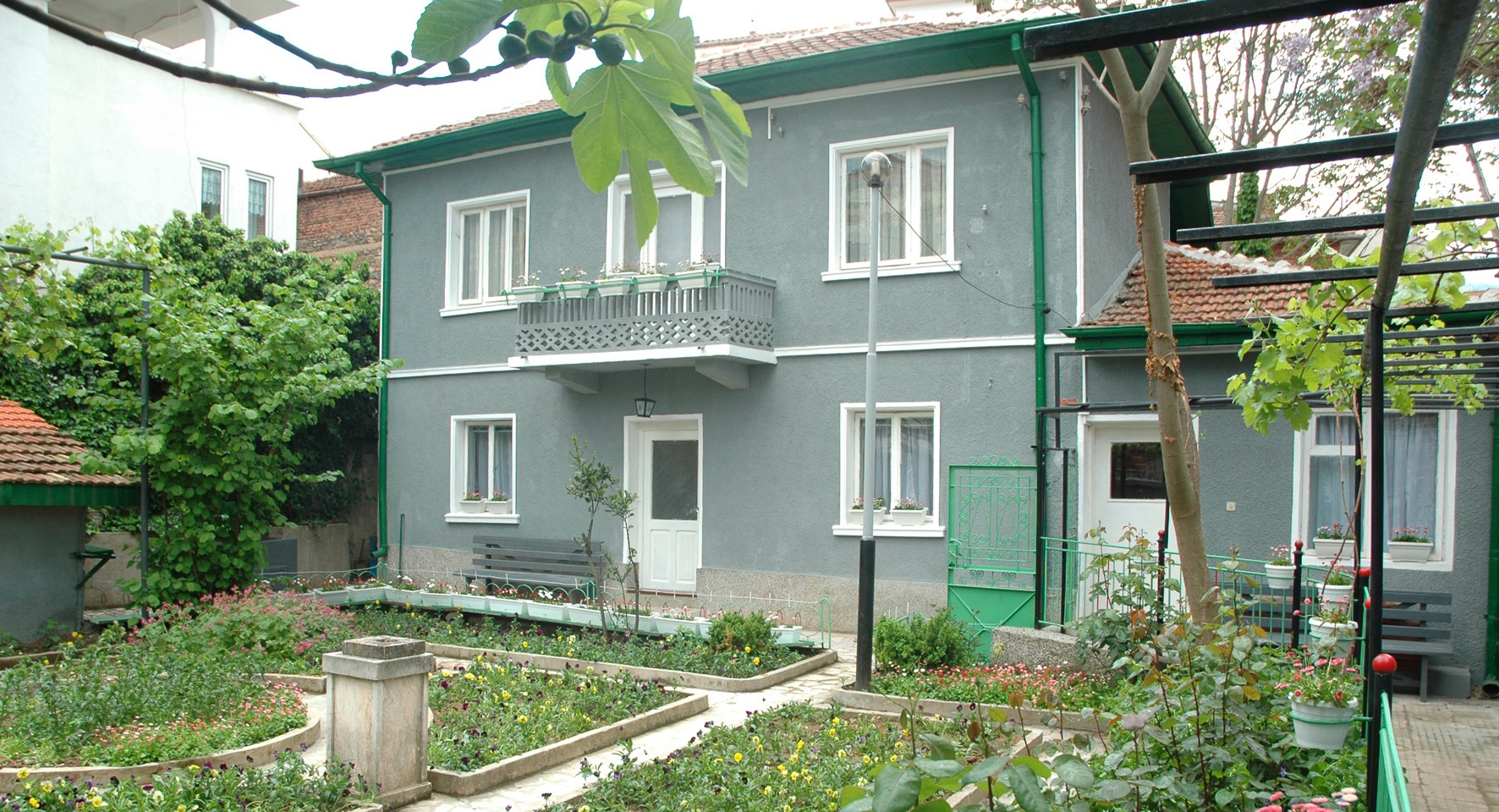